# Neue Alpenbahnen

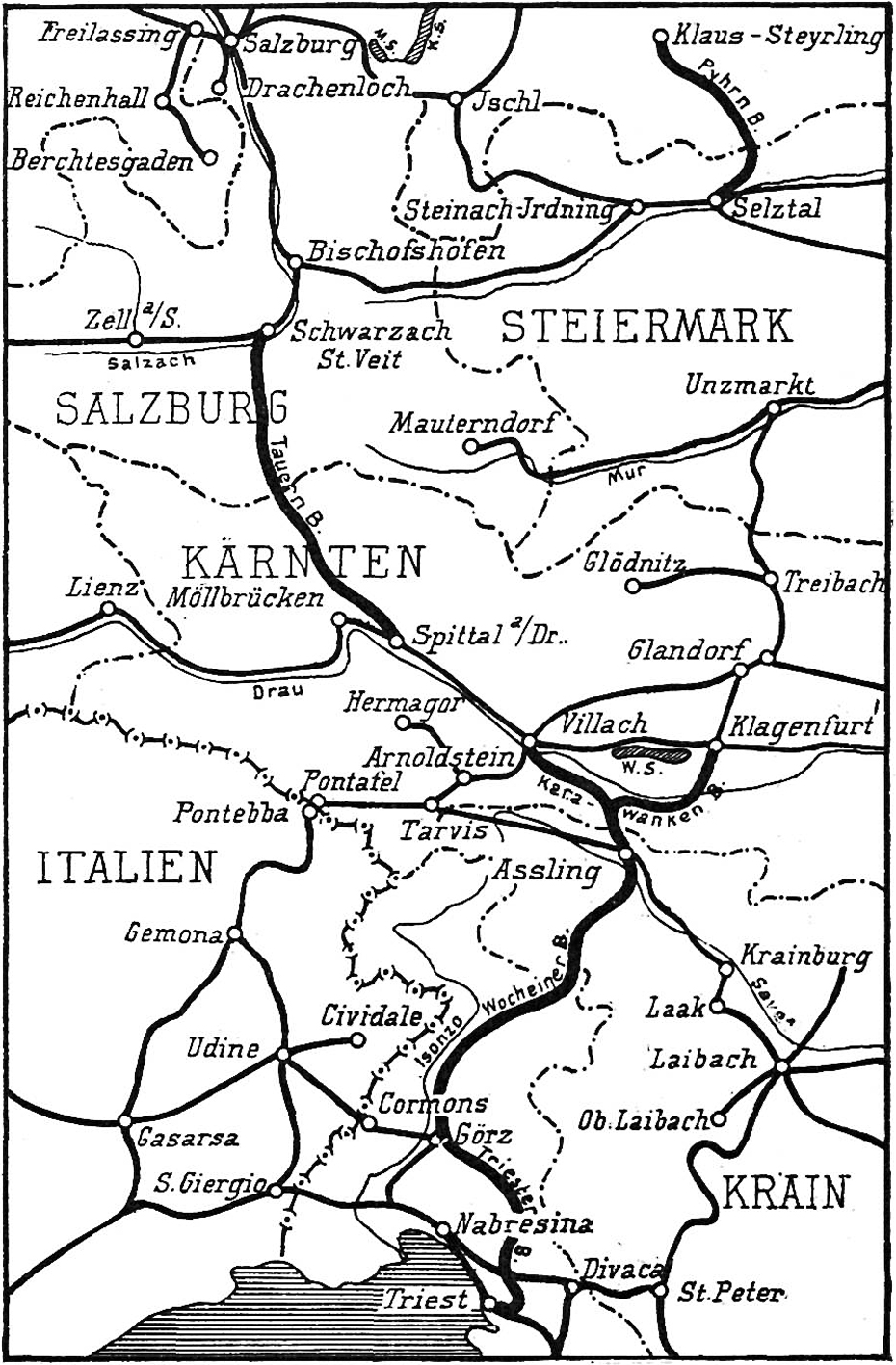
Karte der Neuen Alpenbahnen

Die Neuen Alpenbahnen (ein Begriff von Politik und Medien, nicht der Gesetzgebung oder Verwaltung) waren ein nach Jahrzehnte langen Diskussionen vom Staat ab 1901 unter Federführung des k.k. Eisenbahnministeriums  realisiertes Projekt neuer Nord-Süd-Eisenbahntransversalen im kaiserlichen Österreich. Ziel des Projektes war insbesondere die bessere Anbindung des Überseehafens Triest an das Netz der k.k. Staatsbahnen. Das Projekt wurde 1909 mit der Eröffnung der Tauernbahn abgeschlossen.
Siehe: Politischer Auftrag.
Teil des Projektes waren folgende Strecken:
- Tauernbahn mit Tauerntunnel
- Pyhrnbahn mit Bosrucktunnel
- Karawankenbahn mit Karawankentunnel
- Wocheiner Bahn mit Wocheinertunnel
- Karstbahn (Triester Bahn)